# Agesipolis
Agesipolis ist ein griechischer, männlicher Vorname. Er fand hauptsächlich im antiken Sparta Verwendung.

## Herkunft und Bedeutung
Der Name leitet sich von altgriechisch Ἀγησίπολις ‚Staatsführer‘ ab.

## Bekannte Namensträger
- drei Könige von Sparta:
  - Agesipolis I. (395–380 v. Chr.)
  - Agesipolis II. (371–370 v. Chr.)
  - Agesipolis III. (219–215 v. Chr.)
- Agesipolis (Sohn von Kleombrotos II.), Vater von Agesipolis III.